# Yoav Gallant
Aluf Yoav Gallant (in ebraico יוֹאָב גָּלַנְטְ; Giaffa, 8 novembre 1958) è un generale e politico israeliano. Ex comandante del Comando meridionale delle forze di difesa israeliane (IDF), ha servito in quanto ministro della difesa nel governo Netanyahu VI fino al 5 novembre 2024. Attualmente, è ricercato dalla Corte Penale Internazionale (CPI) con l'accusa di sterminio e utilizzo della fame come metodo di guerra.

## Biografia
Gallant ha conseguito una laurea in economia e gestione delle finanze presso l'Università di Haifa. Ha iniziato la sua carriera militare nel 1977, nei commando della marina del Shayetet 13. Dopo una breve parentesi come civile, nella quale lavorò come boscaiolo in Alaska, rientrò nelle IDF. Completato l'addestramento come ufficiale di marina, venne assegnato al comando di una nave lanciamissili e di una compagnia di forze speciali della marina.
Nel 1993, venne trasferito dalla marina all'esercito, ed assegnato come comandante della Brigata Jenin. Tornato dal 1994 al 1997 in marina, come comandante della sua prima unità, lo Shayetet 13, rientrò poi definitivamente nell'esercito alla fine degli anni '90, come comandante della Divisione di Gaza. Nel 2001 viene nominato vice-comandante dell'esercito israeliano Zro'a Ha-Yabasha. Nel 2002 ottiene il rango di maggiore generale per poi diventare il segretario militare del primo ministro Ariel Sharon; nel 2005 viene quindi nominato comandante del Comando meridionale. In tale ruolo ha pianificato e diretto l'operazione Piombo fuso contro le forze di Hamas nella Striscia di Gaza nel gennaio 2009. Nel 2010 è stato indicato come nuovo capo di stato maggiore dell'IDF dal ministro della difesa Ehud Barak.
Abbandonata la vita militare, nel gennaio 2015 è entrato a far parte del partito Kulanu. Dopo le elezioni parlamentari del 2015 è stato nominato ministro delle costruzioni e degli alloggi nel governo Netanyahu IV. Dopo aver aderito al partito Likud, nel gennaio 2019 è stato nominato ministro dell'Aliyah e dell'integrazione. Al momento della nascita del governo Netanyahu V è stato, invece, nominato ministro dell'istruzione. All'interno del governo Netanyahu VI ha ricoperto inizialmente l'incarico di ministro della difesa. Il 26 marzo 2023, dopo aver apertamente chiesto una sospensione dei piani di revisione giudiziaria promossi dal governo, è stato licenziato dal primo ministro Benjamin Netanyahu. Non essendo, tuttavia, il licenziamento mai entrato effettivamente in vigore, Gallant è rimasto ministro, riconciliandosi con Netanyahu alcune settimane dopo.
Nel maggio 2024 la Corte Penale Internazionale (CPI) ha chiesto il suo arresto, assieme al primo ministro israeliano Benjamin Netanyahu, con l'accusa di sterminio e utilizzo della fame come metodo di guerra, la negazione di aiuti umanitari e stragi di civili. Tali mandati di arresto sono stati poi ufficialmente emessi dalla Corte il 21 novembre 2024. Due settimane prima, il 5 novembre, Netanyahu aveva annunciato di aver rimosso dal suo incarico il ministro della difesa, con cui aveva delle «divergenze» da mesi.